# A House Is Not a Home (película)
A House Is Not a Home (tdl. ‘Una casa no es un hogar’, conocida en español como Una casa no es un hogar en España y La casa de Madame en Hispanoamérica) es una película estadounidense de 1964, del género dramático, dirigida por Russell Rouse y protagonizada por Shelley Winters, Robert Taylor, Cesar Romero y Kaye Ballard. Raquel Welch hizo su debut con un pequeño papel como prostituta. La canción homónima compuesta para el filme se ha convertido en un clásico.

## Trama
La película está basada en la autobiografía más vendida de Polly Adler, una Madame legendaria de los locos años veinte. Sigue la vida de Polly que se transforma de ser una trabajadora inmigrante a convertirse en amiga y la confidente de peces gordos del hampa, líderes sociales, hombres de negocios, políticos, escritores y artistas.

## Reparto
| Actor              | Personaje                   |
| ------------------ | --------------------------- |
| Shelley Winters    | Polly Adler                 |
| Robert Taylor      | Frank Costigan              |
| Cesar Romero       | Lucky Luciano               |
| Ralph Taeger       | Casey Booth                 |
| Kaye Ballard       | Sidonia                     |
| Broderick Crawford | Harrigan                    |
| Mickey Shaughnessy | Sargento de policía Riordan |
| Jesse White        | Rafferty                    |
| Lisa Seagram       | Madge                       |
| Meri Welles        | Lorraine                    |
| Connie Gilchrist   | Hattie Miller               |
| Constance Dane     | Laura                       |
| Allyson Ames       | Gwen                        |
| Lewis Charles      | Angelo                      |
| Steve Peck         | Vince                       |
| Sandra Grant       | Prostituta                  |
| Raquel Welch       | Prostituta                  |

## Premios y nominaciones
Edith Head fue nominada para el Óscar al mejor diseño de vestuario, Blanco y Negro.